# Wattstunde

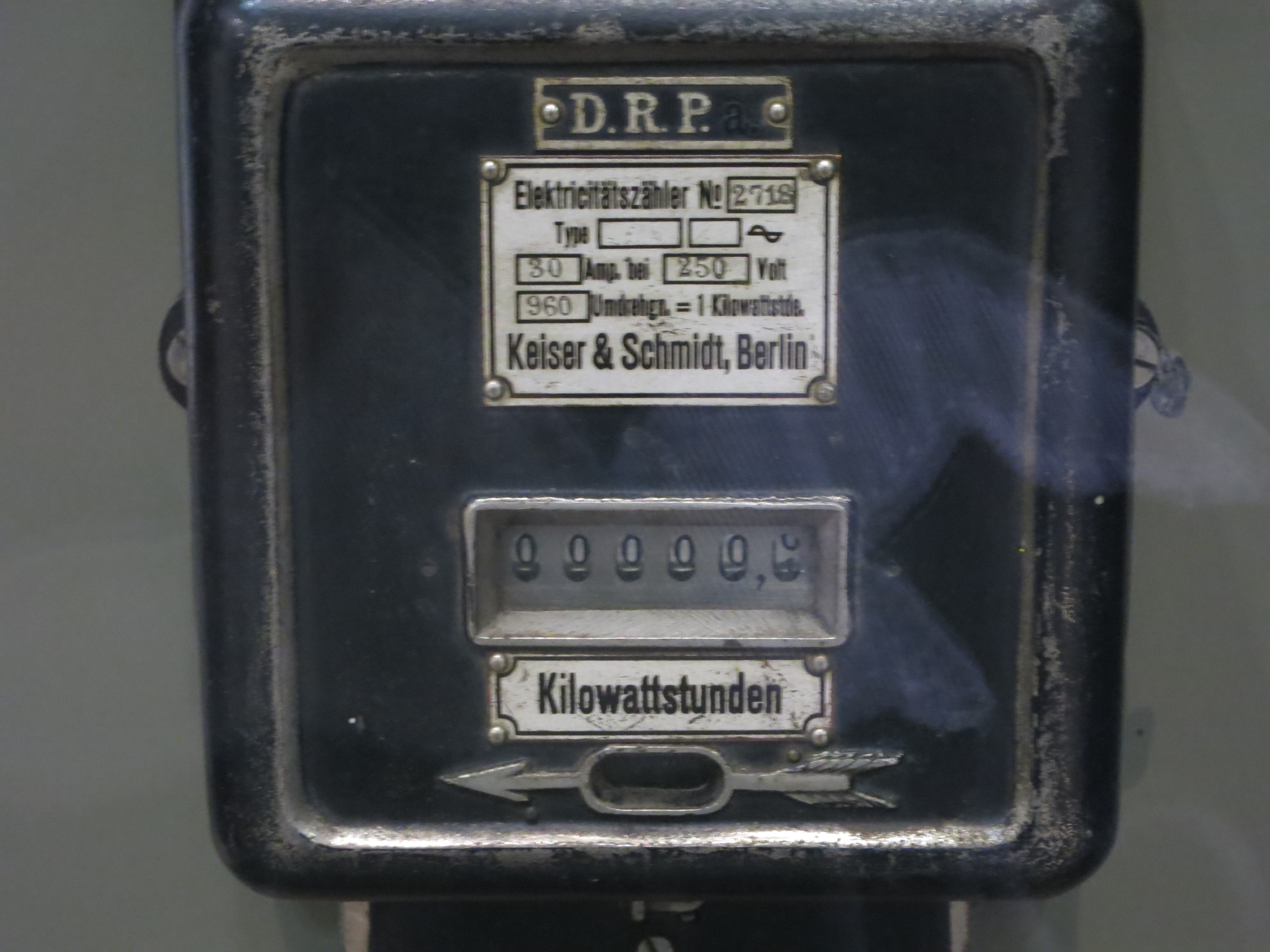
Wechselstromzähler von 1913, der sein Ergebnis in Kilowattstunden angibt

Die Wattstunde (Einheitenzeichen Wh) ist eine Maßeinheit der Arbeit bzw. der Energie. Sie gehört zwar nicht zum internationalen Einheitensystem (SI), ist zum Gebrauch mit dem SI aber zugelassen. In der EU und in der Schweiz ist sie eine gesetzliche Maßeinheit. Eine Wattstunde entspricht der Energie, welche ein System (z. B. Maschine, Mensch, Glühlampe) mit einer Leistung von einem Watt in einer Stunde aufnimmt oder abgibt. Eine 50-Watt-Glühlampe, die eine Stunde lang leuchtet, setzt also 50 Wh um.
Im Alltag gebräuchlich und verbreitet ist die Kilowattstunde (kWh), das Tausendfache der Wattstunde. In dieser Einheit werden vor allem Strom-, aber auch Heizwärmekosten abgerechnet und mit Messeinrichtungen wie dem Stromzähler oder Wärmezähler erfasst.
Anders als bei der Einheit Kilometer pro Stunde, die km/h geschrieben wird, weil dabei durch die Stunde dividiert wird, ist bei der Kilowattstunde kWh kein „/“ zu schreiben, weil hier mit der Stunde multipliziert wird. Die Schreibweise „kW/h“ ist daher falsch.
Bei der Angabe der Stromproduktion von Elektrizitätswerken oder des Bedarfs an elektrischer Energie ganzer Länder werden die Vorsätze Mega (M) (für eine Million), Giga (G) (für eine Milliarde) oder Tera (T) (für eine Billion) der entsprechenden Einheit verwendet, um handlichere Zahlenwerte zu erhalten. Beispiele:
- 1000 Kilowattstunden = 1 Megawattstunde (MWh)
- 1000 Megawattstunden = 1 Gigawattstunde (GWh)
- 1000 Gigawattstunden = 1 Terawattstunde (TWh)
- 1000 Terawattstunden = 1 Petawattstunde (PWh)

## Zusammenhang mit anderen Energieeinheiten
Die Wattstunde leitet sich aus der SI-Einheit Joule ab:
- 1 Wh = 3600 Ws (Wattsekunde) = 3600 Joule = 3,6 Kilojoule (kJ).

Die Einheit Wattstunde wird meist mit dem dezimalen SI-Präfix Kilo verwendet (z. B. bei der Stromabrechnung).
- 1 Kilowattstunde (kWh) = 1 kW · 1 h = 1000 Watt · 1 h = 1000 Wh = 1000 W · 3600 s = 3,6 · 106 J = 3,6 Megajoule (MJ)

Wenn beispielsweise eine Solaranlage mit der Leistung von einem Kilowatt eine Stunde lang Sonnenlicht in elektrische Energie umwandelt, so liefert sie eine Kilowattstunde.

## Beispiele
Mit der Energie 1 kWh kann man beispielsweise:
- 111 Stunden mit einem WLAN-Router einen Haushalt mit dem Internet verbinden (bei einer Leistung von 9 Watt)
- 50 Stunden an einem Laptop arbeiten (bei einer Leistung von 20 Watt)
- Fünf Stunden am Desktop-Computer arbeiten (bei einer Leistung von 200 Watt; bei voller Leistung, in der Regel schwankt diese sehr)
- Rund 15 Stunden fernsehen mit einem Gerät mit Flüssigkristallanzeige (bei einem Leistungsbedarf von rund 65 Watt)
- Rund 67 Minuten staubsaugen (bei einer Leistung von 900 Watt)
- Eine Dreiviertelstunde Haare trocknen (bei einer Leistung von 1400 Watt)
- 40 Minuten auf einer Kochplatte auf Höchststufe kochen (bei einer Leistung von 1500 Watt)
- Etwa elf Minuten lang seinen durchschnittlichen Bedarf an Primärenergie (Leistungsaufnahme in Deutschland im Schnitt etwa 5,5 kW) decken
- Einen Eimer voll Wasser (10,75 Liter unter normalem Druck) von 20 °C auf 100 °C erhitzen
- Mit einem Pkw mit Verbrennungsmotor rund 1,7 km weit fahren (bei einem typischen Energiebedarf von 6 Liter Benzin bzw. 60 kWh pro 100 km)
- Mit einem Elektroauto rund 6,7 km weit fahren (bei einem typischen Energiebedarf von 15 kWh pro 100 km)
- Mit einem Pedelec bei mäßigem Mittreten rund 130 km fahren (bei rund 40 bis 45 km Reichweite einer Batterieladung von 330 Wh)

Zum Vergleich ist die folgende Faustregel für den Energiegehalt von Primärenergieträgern erwähnenswert:
10 kWh ≈ 1 m³ Erdgas ≈ 1 l Öl ≈ 1 l Benzin ≈ 1 kg Kohle ≈ 2 kg Holz ≈ 10 h direktes Sonnenlicht auf 1 m² auf der Erde
Die Einheit kWh findet hauptsächlich bei elektrischen Verbrauchern oder Heizungen Verwendung, kann aber auch für physiologische Prozesse, wie den Energieumsatz eines Menschen verwendet werden: Ein für einen erwachsenen Mann (ohne schwere körperliche Arbeit) typischer täglicher Energieumsatz von 9000 kJ entspricht einem Wert von 2,5 kWh. Somit hat er einen Durchschnittsverbrauch von etwa 100 Watt. Zum Vergleich beträgt der Primärenergiebedarf in Deutschland pro Kopf ca. 5000 Watt, also das 50-Fache. Mit der Energie 1 kWh aus dem Beispiel oben kann ein ca. 80 kg schwerer Mensch 10 km laufen.

## Verwandte Einheiten

### Megawatttag
Ein Megawatttag (MWd) ist die Energie, die ein Kraftwerk mit einer Leistung von 1 Megawatt an einem Tag liefert. Sie wird in der Energie- und Reaktortechnik verwendet.
{\displaystyle 1\,\mathrm {MWd} =10^{6}\cdot 24\,\mathrm {Wh} =86{,}4\cdot 10^{9}\,\mathrm {J} =24\,\mathrm {MWh} }

### Gigawattjahr
Ein Gigawattjahr (GWa) ist die Energie, die ein Kraftwerk mit der Leistung von 1 Gigawatt in einem Jahr liefert (bei Betrieb ohne Unterbrechungen). Gigawattjahr ist in Deutschland keine gesetzliche Einheit im Messwesen, weil dort das Jahr (Einheitenzeichen: a) keine solche ist.
{\displaystyle 1\,\mathrm {GWa} \approx 10^{6}\,\mathrm {kWa} \cdot 365\,\mathrm {\frac {d}{a}} \cdot 24\,\mathrm {\frac {h}{d}} =8{,}76\cdot 10^{9}\,\mathrm {kWh} =8{,}76\,\mathrm {TWh} =31{,}536\,\mathrm {PJ} }